# Kubi Indi
Kubi Chaza Indi là một nhà hoạt động và phát triển kinh doanh người Zimbabwe. Dưới tên thời con gái là Kubi Chaza, cô là một nữ diễn viên ở Vương quốc Anh, xuất hiện trong Live and Let Die vào năm 1973 với tư cách là nhân viên bán hàng phục vụ James Bond. Sau khi trở về Zimbabwe, cô và chồng diễn viên John Indi bắt đầu một công ty sản xuất sản phẩm làm đẹp.

## Lý lịch
Indi rất tích cực trong cộng đồng phát triển, đặc biệt là đối với các vấn đề ảnh hưởng đến phụ nữ, và là tổng thư ký của Tổ chức Phụ nữ Kinh doanh Bản địa ở Zimbabwe.
Vợ chồng Indi tiếp tục làm việc trong lĩnh vực làm phim, John là diễn viên, nhưng Kubi vừa đóng phim vừa sản xuất. Năm 1989, cô sản xuất I Am the Future, một bộ phim về một người phụ nữ trẻ (do Stella Chiweshe thủ vai), người đã di chuyển đến thành phố lớn để thoát khỏi cuộc chiến giành độc lập của Zimbabwe ở khu vực nông thôn. Năm 1993, cô đóng vai người hàng xóm hiện đại của nữ anh hùng cùng tên trong Neria, kịch bản của Tsitsi Dangarembga về góa phụ ở Zimbabwe. Cả hai bộ phim được đạo diễn bởi Godwin Mawuru, và Neria có một bản nhạc phim của Oliver Mtukudzi sáng tác.
Indi là thành viên của các nhà làm phim nữ của Zimbabwe.

## Sự nghiệp
Vai trò của cô là cô gái bán hàng trong cửa hàng Oh Cult Voodoo đến khi cô còn ở Anh, và cô đã đóng vai này. Nhân vật của cô là cô gái bán hàng phục vụ James Bond (do Roger Moore thủ vai), đóng gói một món đồ cho anh ta và sau đó gọi cho Mister Big khi Bond rời khỏi cửa hàng.
Sau khi Zimbabwe trở nên độc lập, Indi và chồng John trở về đất nước. Ở đó họ bắt đầu công ty sản phẩm làm đẹp của họ có tên là Kubi Cosmetics. Thương hiệu này bây giờ là một thương hiệu nổi tiếng ở Nam Phi. Công ty chuyên các sản phẩm đặc biệt cho da và tóc Châu Phi.